# Gnaeus Manlius Vulso
Gnaeus Manlius Vulso was een Romeins politicus en militair uit de 2e eeuw v.Chr.
Vulso was een lid van de patricische gens Manlia. 
In 197 was hij aedilis curulis en was in dit functie mede verantwoordelijk voor de organisatie van de ludi Romani. In 195 werd hij tot praetor gekozen en kreeg de provincia Sicilia toegewezen. Vulso werd consul in 189 v.Chr., samen met Marcus Fulvius Nobilior. Hij werd uitgezonden naar Asia Minor, waar hij de Galaten versloeg. In 187 mocht hij daarom een triomftocht houden, die door Titus Livius in detail wordt beschreven. 